# Martin Donovan
Martin Donovan, född Martin Paul Smith den 19 augusti 1957 i Reseda, Los Angeles, Kalifornien, är en amerikansk skådespelare. 
Donovan har medverkat i flera av Hal Hartleys filmer, som Trust (1990), Surviving Desire (1991), Begär, besvär och enkla män (1992), Flirt (1993), Amatör (1994) och The Book of Life (1998). Han har även varit med i filmer som The Opposite of Sex (1998)  När livet vänder (1998). I tv-serien Weeds spelade han polisen Peter Scottson.

## Filmografi (i urval)
- 1990 – Trust
- 1991 – Surviving Desire
- 1992 – Begär, besvär och enkla män
- 1992 – Flirt
- 1994 – Amatör
- 1998 – The Book of Life
- 1998 – The Opposite of Sex
- 1998 – When Trumpets Fade
- 1998 – När livet vänder
- 2002 – Insomnia
- 2005-2006 - Weeds (TV-serie)
- 2006 – Hotet inifrån
- 2007 – Wind Chill
- 2007 – The Alphabet Killer
- 2009 – The Haunting in Connecticut
- 2010 – Unthinkable
- 2012 – Silent Hill Revelation 3D
- 2014 – Inherent Vice
- 2020 – Tenet